# Tabula Siarensis
De Tabula Siarensis is een Romeins epigrafisch document geschreven op een bronzen plaat ontdekt in 1981 in Spanje, in het gebied van het antieke Hispania Baetica, in een plaats genaamd La Cañada (Utrera), op het grondgebied van de antieke stad Siarum.
Er zijn twee fragmenten teruggevonden met een tekst in vier kolommen. De inscriptie is een kopie van de tekst van een senatus consultum en een rogatio, hetgeen een wetsvoorstel is dat nog niet aan het volk ter stemming is voorgelegd.
Deze twee teksten dateren van ten vroegste het eind van 19 n.Chr. en betreffen de postume eerbewijzen toegekend aan de overleden Germanicus alsook de manier waarop deze moesten worden uitgevoerd. Het einde van de tekst bewaard op de du Tabula Siarensis bestaat uit een tekst die voorheen al was bekend dankzij de Tabula Hebana. Het senatus consultum was ook al zeer fragmentarisch bekend uit een andere bronzen plaat.